# Parafia św. Wojciecha BM w Świnoujściu
Parafia pw. Świętego Wojciecha Biskupa i Męczennika w Świnoujściu – rzymskokatolicka parafia, należąca do dekanatu Świnoujście, archidiecezji szczecińsko-kamieńskiej, metropolii szczecińsko-kamieńskiej. Została erygowana w roku 1977.

## Obszar parafii

### Miejscowości i ulice
W granicach parafii znajdują się ulice dzielnicy w Świnoujściu:
- Warszów.